# 捕えられた伍長
『捕えられた伍長』（Le Caporal épinglé）は、ジャン・ルノワール監督による1962年の映画作品である。

## ストーリー
1940年6月。フランスはドイツ軍に敗れ、兵士たちは収容所に囚われていた。そこである5人の兵士たちが5回の脱走計画を企てるが、5度とも失敗に終わってしまう。

## キャスト
- ジャン＝ピエール・カッセル
- クロード・ブラッスール
- クロード・リッシュ（フランス語版）
- ジャン・カルメ（フランス語版）
- O・E・ハッセ（ドイツ語版）
- ジャック・ジュアノー（フランス語版）
- コーイ・フォベース

## ノミネート
| 賞                 | 部門       | 候補               | 結果       |
| ------------------ | ---------- | ------------------ | ---------- |
| 英国アカデミー賞   | 総合作品賞 |                    | ノミネート |
| ベルリン国際映画祭 | 金熊賞     | ジャン・ルノワール | ノミネート |